# Kent (New York)
Pour les articles homonymes, voir Kent (homonymie).
Kent est une ville du comté de Putnam, dans l'État de New York, aux États-Unis,. En 2010, elle comptait une population de 13 507 habitants.

## Démographie
Lors du recensement de 2010, la ville comptait une population de 13 507 habitants, tandis qu'en 2016, elle est estimée à 13 283 habitants.